# ضفيرة رضفية
الضفيرة الرضفية هي ضفيرة مكونة من أعصاب صغيرة تقع أمام الرضفة والرباط الرضفي والنهاية العلوية لقصبة الساق.

## التكوين
تتكون من:
1. القسم الأمامي من العصب الجلدي الوحشي من الفخذ.
2. الفروع الجلدية الأمامية للعصب الفخذي:
  1. العصب الجلدي المتوسط من الفخذ.
  2. القسم الأمامي من العصب الجلدي الوسطي من الفخذ.
3. الفرع تحت الرضفة للعصب الصافن.